# Мецазелва (Болцано)
Мецазелва је насеље у Италији у округу Болцано, региону Трентино-Јужни Тирол.
Према процени из 2011. у насељу је живело 160 становника. Насеље се налази на надморској висини од 800 м.